# Dos cavalquen junts
Dos cavalquen junts (títol original en anglès: Two Rode Together) és una pel·lícula estatunidenca dirigida per John Ford i estrenada l'any 1961. Ha estat doblada al català. John Ford va adaptar junt amb el guionista Frank Tuttle una novel·la de Will Cook titulada Comanche Captives.

## Repartiment
- James Stewart: Marshal Guthrie McCabe
- Richard Widmark: Tinent Jim Gary
- Shirley Jones: Marty Purcell
- Linda Cristal: Elena de la Madariaga
- Andy Devine: Sergent Darius P. Posey
- John McIntire: Major Frazer
- Paul Birch: Jutge Edward Purcell
- Willis Bouchey: Mr. Harry J. Wringle
- Henry Brandon: Cap Quanah Parker.
- Harry Carey Jr.: Ortho Clegg
- Olive Carey: Mrs. Abby Frazer
- Ken Curtis: Greeley Clegg
- Chet Douglas: Diputat Ward Corby
- Annelle Hayes: Belle Aragon
- David Kent: Running Wolf
- Anna Lee: Mrs. Malaprop
- Jeanette Nolan: Mrs. Mary McCandless
- John Qualen: Ole Knudsen
- Ford Rainey: Reverend Henry Clegg
- Woody Strode: Stone Calf
- O.Z. Whitehead: Tinent Chase